# Zoran Mušič
Zoran Mušič (selo Bukovica u Goriškoj, 12. veljače 1909. – Venecija, 25. svibnja 2005.) venecijanski je slikar i grafičar slovenskog podrijetla, đak Zagrebačke likovne akademije.

## Životopis
Zoran Mušič (kršten kao Anton Zoran Musič, a poslije 1945. zvan i upisivan kao Zoran Music) rođen je u obitelji slovenskih učitelja u selu Bukovica kod Goriških brda u Goriškoj. Otac mu je bio ravnatelj, a majka učiteljica u Bukovici. Kako je taj kraj uskoro postao prva linija bojišnice za vrijeme Prvog svjetskog rata, obitelj je bila prisiljena pobjeći u selo Arnače kod Velenja gdje je Zoran pohađao osnovnu školu. 
Pri kraju rata vratili su se u Gorišku, ali su ih ubrzo potjerali Talijani koji su taj kraj pripojili Kraljevini Italiji. Obitelj se preselila u selo Grebinj u Koruškoj, ali ni ondje se nisu uspjeli skrasiti jer su i iz tog sela protjerani nakon provedenog referenduma u listopadu 1920. Obitelj se zatim preselila u blizinu Maribora, dok se Zoran Mušič preselio u sam Maribor, gdje je 1928. završio srednju školu za učitelje.
Između 1930. i 1934. studirao je na Akademiji likovnih umjetnosti u Zagrebu u klasi Ljube Babića i Tomislava Krizmana.
Nakon diplome 1934. Mušić se, iako bez novca, otisnuo na putovanja i skitanja. Tri je mjeseca proveo u Španjolskoj (Madrid, Toledo) i vjerno kopirao slike El Greca i Goye te pisao svoje dojmove za novine u Jugoslaviji. Prije razbuktavanja Španjolskog građanskog rata vraća se u Maribor i služi vojni rok u Bileći. Svake godine posjećuje Dalmaciju (poslije mu je Korčula bila drag motiv). U tom razdoblju više puta izlaže s kolegama u Zagrebu, Osijeku i Beogradu. Seli se u Ljubljanu 1940. U tom razdoblju slika pejzaže rodne Goriške. Sa svojim prijateljem Avgustom Černigojem radi freske u Drežnici. U listopadu 1943. seli se u Trst, odakle često pohodi Veneciju u kojoj prodaje gvaševe. Radi ilustracije za časopise u Trstu. Zapravo živi na relaciji Trst – Gorica – Venecija. 
Krajem studenoga 1944. uhićen je i poslan u koncentracijski logor Dachau. Mušič i ondje crta; napravio je 200 skiciranih crteža života i patnji iz logora, ali uspio je sačuvati 80 % njih do svibnja 1945. godine, kad su ga oslobodili Amerikanci. Nakon oslobođenja vraća se u Ljubljanu Život u poslijeratnom siromaštvu novoustanovljene socijalističke Jugoslavije ne sviđa mu se i već krajem lipnja 1945. seli se u talijansku Goricu, a ubrzo nakon toga u listopadu 1945. u Veneciju. 
Ondje drugi put naiđe na svoju prijateljicu, poslije životnu partnericu, venecijansku slikaricu Idu Cadorin-Barbarigo, kojom se oženio 1949. godine. U Veneciji radi svašta: akvarelne vedute Venecije, slike dalmatinskih pejzaža, grafičke listove i reklamne prospekte. Intenzivno izlaže u Veneciji, Trstu i Rimu. 
Izlaže na Venecijanskom bijenalu 1950. Godine 1956. dobiva i svoj prvi Grand Prix za izložene grafike. Nakon uspjeha na bijenalu dobiva nagradu i u Parizu – Prix de Paris (s talijanskim slikarom Antonijom Corporom) 1951.
U Pariz se seli 1952. i jedno vrijeme živi na relaciji Pariz – Venecija (s tim da ljeta od 1956. provodi u Dalmaciji). U Parizu upoznaje francusku lirsku apstrakciju – informel – koja ga osvaja. Nakon toga ponovno izlaže na Bijenalu 1956. u jugoslavenskom paviljonu s Vojinom Bakićem i ponovno je nagrađen. Na Venecijanskom bijenalu izlaže i 1960. i osvaja UNESCO-ovu nagradu. Veliki uspjeh postigao je svojom serijom iz 1970-ih Noi non siamo gli ultimi (Mi nismo posljednji) u kojoj prikazuje patnje iz logora Dachau, ali taj put nastoji to dovesti do univerzalne tragedije.
U mladosti je volio slikati konje i krajolike, a od 1980-ih pred kraj života venecijanske oronule fasade, bogate bojama i finom teksturom. 
Za svoj rad dobio je 1984. najviše francusko odlikovanje za doprinos u kulturi i književosti Ordre des Arts et des Lettres (Commandeur).
Prvi stalni postav njegovih radova od 134 odabrana grafička lista, koje je Mušič darovao Općini Nova Gorica, priredili su 1991. Goriški muzej i kustosica izložbe Nelida Nemec (predsjednik povjerenstva Dušan Šinigoj) u Renesansni ljetnikovac Dobrovo (Galerija Zoran Mušič) u Goriškim Brdih u Sloveniji.
Mušič je rijetki slikar s prostora bivše Jugoslavije koji je uživao veliki ugled i bio izuzetno cijenjen u svjetskim krugovima u svijetu likovne umjetnosti; godine 1995. priređena mu je velika retrospektivna izložba u pariškom Grand Palaisu (izložbu su otvorili predsjednici François Mitterrand i Milan Kučan).
U povodu stote obljetnice njegova rođenja u prosincu 2009. u Veneciji priređena mu je manja retrospektivna izložba u Palači Franchetti, sjedištu Instituta za znanost, književnost i umjetnost (otvorena do 3. ožujka 2010.).
Slovenija je također priredila veliku izložbu Mušiču u čast u Modernoj Galeriji Ljubljana (170 slika i crteža); izložba je bila otvorena do 28. ožujka 2010.
Mušič je umro u dubokoj starosti (96. god) u Veneciji 2005. Pokopan je na mjesnom groblju na otoku San Michele.

## Mušičeva djela po muzejima i galerijima
Austrija
- Albertina, Beč
- Sammlung Essl, Klosterneuburg

Hrvatska
- Galerija Moderne umjetnosti, Zagreb
- Muzej moderne i suvremene umjetnosti, Rijeka

Francuska
- Musée des Beaux-Arts, Caen
- Musée national d´art moderne, Pariz
- Musée des Beaux-Arts André Malraux, Le Havre
- Musée de Valence, Valence, Drôme|Valence

Njemačka
- Museum Abteiberg, Mönchengladbach
- Museum Folkwang, Essen

Italija
- Galleria d´Arte Moderna, Bologna
- Galleria internazionale d'Arte Moderna Ca' Pesaro, Venecija
- Galleria Nazionale, Rim
- GaMeC gallery, Bergamo
- Musei Provinciali di Gorizia, Gorica
- Museo Morandi, Bologna
- Museo Revoltella, Trst

Izrael
- Yad Vashem (muzej), Jeruzalem

Nizozemska
- Stedelijk Museum, Amsterdam

Slovenija
- Belokranjski muzej, Metlika
- Galerija Vena Pilona, Ajdovščina
- Goriški muzej Kromberk, Galerija Zorana Mušiča, Dobrovo
- Koroška galerija likovnih umetnosti, Slovenj Gradec
- Mestni muzej, Ljubljana
- Moderna galerija Ljubljana, Ljubljana
- Muzej novejše zgodovine, Ljubljana
- Narodna galerija, Ljubljana, stalna izložba
- Umetnostna galerija, Maribor

Španjolska
- Museo Thyssen-Bornemisza, Madrid
- Collecio IVAM, Valencia

Švedska
- Museum, Stockholm

Švicarska
- Kunstmuseum, Basel
- Musée Jenisch, Vevey

Ujedinjeno Kraljevstvo
- Estorick Collection, London
- Tate Modern, London

Sjedinjene Američke Države
- Fine Arts Museum of San Francisco
- MIT List Visual Arts Center, Cambridge
- Museum of Modern Art, New York
- Carnegie Museums of Pittsburgh, Pittsburgh

## Vanjske poveznice
- Portal Zorana Mušiča
- Zoran Mušič na portaluTate Online  Arhivirana inačica izvorne stranice od 11. rujna 2009. (Wayback Machine)
- Djela Zorana Mušiča na portalu Art gallery[neaktivna poveznica]